# Невское (озеро)
Не́вское (до 1905 года — айн. Тарайка; до 1946 года — яп. 多來加湖 Тарайка-ко) — озеро в центральной части острова Сахалин. Находится на территории Поронайского района Сахалинской области.
По площади водного зеркала является крупнейшим озером Сахалинской области и 73-м озером России.

## Гидрография

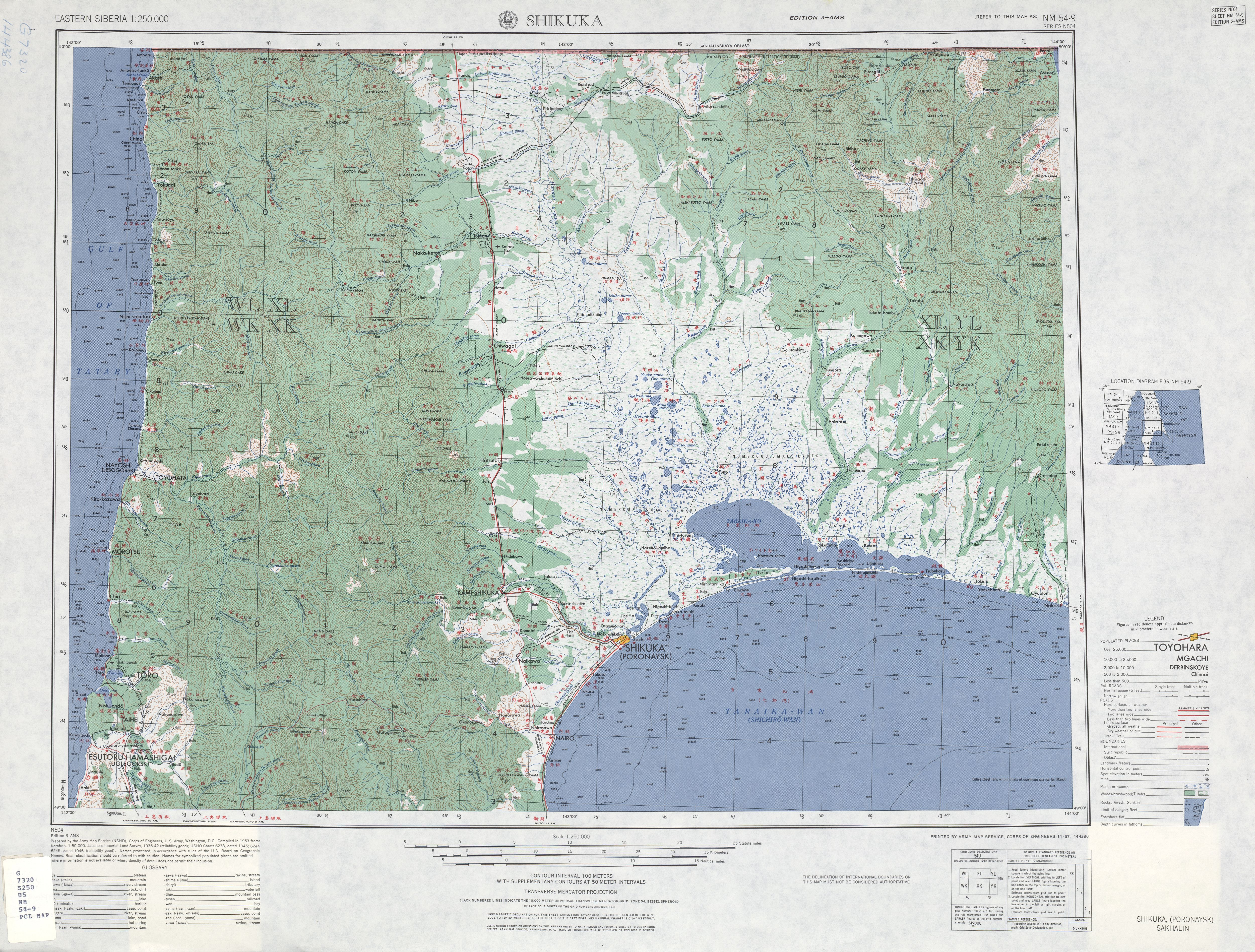
Лист NM 54-9, из набора карт Восточной Сибири Картографической военной службы США. Серия N504. 1947. Масштаб 1:250 000

Расположено на заболоченной Тымь-Поронайской низменности, близ устья реки Поронай. С севера ограничена болотом Окуто. От Охотского моря (залив Терпения) озеро отделено узкой Невской косой и соединяется с ним протокой Промысловкой и проливом Невским. Колебания уровня озера связаны главным образом с приливами и отливами, озеро лагунного типа, вода в озере солёная.
Площадь зеркала 178 км², водосборная площадь 3050 км². Объём заключенной воды 0,32 км³, солёность 1,9 ‰.
Невское озеро неглубокое, на большей части озера глубина едва достигает метра, и лишь в западной части озера фиксируются глубины около 2 метров. Водоём замерзает в ноябре, лёд держится не менее 170 дней.
В озеро впадают реки: Барановка, Голяная, Длинная, Жёлтая, Оленья, Рукутама (Витница), Угра (Курортная, Ляхи).
Форма озера близка к каплеобразной, в широтном направлении озеро вытянуто примерно на 40 км. Наиболее широкая часть в западной части.

## Гидроним
Современное название озеро получило по имени одного из кораблей первой русской экспедиции И. Ф. Крузенштерна — шлюпа «Нева». Прежнее название — Тарайка.

## Фауна
Озеро обладает высокой степенью биологического разнообразия и большими объёмами пищевых ресурсов растительного и животного происхождения.
Главное сокровище озера — обилие птиц и редких животных. На озере обитают выдра и ондатра. Всего на озере живёт более 32 видов редких животных. Власти Сахалина планируют возвести Озеро Невское в статус заповедника.
Во время сезонных миграций на озере останавливаются водоплавающие птицы: лебеди-кликуны, малые лебеди, белолобые гуси, гуменники, также многочисленны утки — шилохвости, свиязи, морские чернети.
В озере обитают 14 видов рыб из 8 семейств: карповые — серебряный карась, мелко-, крупночешуйная и сахалинская краснопёрка, амурский язь; лососёвые — кунджа и южная мальма, корюшковые — зубатая и обыкновенная малоротая корюшка и камбаловые — звёздчатая и полосатая камбала. Также встречаются южная плоскоголовая широколобка, дальневосточная навага, амурская щука, звёздчатая камбала, тихоокеанская сельдь.

## Экология
К главным экологическим проблемам озера относится дамба, построенная в 1950-е годы, она разделяет озеро на большое (западная часть) и малое (восточная). В течение ряда лет малая часть озера обмелела и заболотилась. Если ранее средняя глубина восточной части озера была 3-4 метра, то в последние года она сократилась до 50-60 см.

## Археология
На территории Невской косы находятся археологические памятники.